# Steen Nedergaard
Steen Nedergaard (født 25. februar 1970 i Aalborg) er tidligere chefscout i FC Nordsjælland og tidligere dansk fodboldspiller (højreback). Steen er nu rykket til AGF hvor han fortsat agerer chefscout.  
Han voksede op i Morud på Nordfyn. Blandt hans tidligere klubber kan nævnes Odense Boldklub (423 kampe) og Norwich City F.C.
Fra 2005 til 2006 var han desuden spillende træner for Hvidovre IF.